# NGC 6302
NGC 6302 es una nebulosa planetaria bipolar en la constelación de Scorpius, el escorpión, también conocida como nebulosa del Insecto o nebulosa de la Mariposa. Al estar incluida en el Nuevo Catálogo General, este objeto es conocido al menos desde 1888. El primer estudio conocido de NGC 6302 data de 1907 y fue llevado a cabo por Edward Emerson Barnard, quien dibujó y describió esta nebulosa.
A una distancia de 3400 años luz de la Tierra, NGC 6302 es una de las nebulosas planetarias más complejas que se conocen. Su espectro muestra que su estrella central es uno de los objetos más calientes del universo, con una temperatura superior a 200.000 K. No ha podido ser observada al estar rodeada de un denso disco ecuatorial compuesto de polvo y gas, que la oculta en todas las longitudes de onda. Este disco denso puede ser el responsable de que los flujos de la estrella formen una estructura bipolar.

## Características
La compleja morfología de la nebulosa puede aproximarse como bipolar con dos lóbulos principales, si bien hay evidencia de un segundo par de lóbulos que pueden provenir de un episodio previo de pérdida de masa. Una línea oscura atraviesa la cintura de la nebulosa ocultando la estrella central en todas las longitudes de onda.
El lóbulo prominente, orientado en sentido norte-oeste, puede haberse formado hace unos 1900 años. A 1,71 minutos de arco del centro, la velocidad de expansión de este lóbulo es de 263 km/s, pero en la periferia del mismo la velocidad supera los 600 km/s. El borde oeste del lóbulo muestra características que sugieren una colisión con glóbulos de gas preexistentes que modificaron el flujo en esa región.

## Estrella central
La estrella central, entre las más calientes conocidas, no había sido detectada debido a una combinación de su alta temperatura (que significa que irradia principalmente en ultravioleta), el toroide o disco ecuatorial de polvo (que absorbe una gran fracción de la luz de las regiones centrales, especialmente en ultravioleta) y el fondo brillante de la estrella. No fue vista en las primeras imágenes del telescopio Hubble; la resolución y sensibilidad mejoradas de la Cámara de Gran Angular 3 del telescopio revelaron posteriormente la tenue estrella en el centro, con una temperatura de 200 000 Kelvin y una masa de 0.64 masas solares. La masa original de la estrella era más elevada, pero casi toda fue eyectada en el evento que creó la nebulosa planetaria. La luminosidad y temperatura de la estrella indican que finalizó su combustión nuclear y está en proceso de convertirse en una enana blanca, desvaneciéndose a una tasa de 1% por año.

## Composición del polvo
La prominente línea oscura que corre por el centro de la nebulosa, demuestra una composición inusual, con evidencias de múltiples silicatos cristalinos, hielo cristalino de agua y cuarzo, con otras características que han sido interpretadas como la primera detección de carbonatos extrasolares. Sin embargo, esta detección es cuestionada y se mantiene sin conclusión, debido a las dificultades en la formación de carbonatos en ambientes no acuosos.
Junto a la Nebulosa de la Araña Roja (NGC 6537), es uno de los dos objetos en donde por vez primera se han encontrado carbonatos sin ninguna relación con el agua líquida. El descubrimiento -mediante el Observatorio Espacial Infrarrojo (ISO)- de grandes cantidades de calcita y dolomita en NGC 6302, rompe la asociación automática entre estos minerales y el medio acuoso.
Las estrellas suelen ser ricas en oxígeno o en carbono, y el cambio del primero al segundo se produce al final de la evolución de la estrella, debido a los cambios nucleares y químicos en la atmósfera de la estrella. NGC 6302 pertenece a un grupo de objetos donde las moléculas de hidrocarburos formaron un ambiente rico en oxígeno.